# توریون (شهرستان تارنس، نیومکزیکو)
توریون (به انگلیسی: Torreon) یک منطقهٔ مسکونی در ایالات متحده آمریکا است که در نیومکزیکو واقع شده‌است.